# Puy Redon
Le puy Redon est un sommet des monts Dore dans le Massif central.

## Géographie
Le puy est situé dans le Puy-de-Dôme entre les communes de Mont-Dore et de Chastreix, à moins de 800 m à vol d'oiseau au nord-ouest du puy de Sancy, sur une ligne de crête.